# Леопольд I (князь Ангальт-Дессау)
Леопольд I (нім. Leopold I von Anhalt-Dessau; 3 липня 1676 — 9 квітня 1747) — князь Ангальт-Дессауський, полководець Прусського королівства, військовий реформатор.

## Життєпис
Походив з династії Ангальтських Асканіїв. Другий син Йогана Георга II, князя Ангальт-Дессау, та Генрієтти Катерини Оранської. Народився 1676 року в Дессау. Зазнав значного впливу матері, яка прищепила йому ощадність, економію у витратах, розважливість. У 1688 році отримав від імператора Леопольда I шефство над піхотним полком. У 1693 році після смерті свого батька став князем Ангальт-Дессау, полковником і командиром полку курфюрства Бранденбурга. Втім князівством до 1698 року керувала його мати, що отримала статус регентки. Сам Леопольд більше приділяв уваги військовій справі. Під час війни Аусбурзької ліги 1695 року відзначився при облозі Намюра, отримавши звання генерал-майори.
З 1697 року старанно зайнявся навчанням та тактичною підготовкою свого полку і поступово поширив свій метод навчання на всю прусську піхоту. Впровадив одноманітний калібр рушниць, залізний шомпол, удосконалив багнет і навчив одноманітного мірного кроку. Спростивши прийоми заряджання, запровадив стрій у 3 шеренги, домігся того, що прусська піхота стала давати 5-6 пострілів за хвилину, тоді як австрійська робила 2-3.
У Війні за іспанську спадщину у кампаніях 1702—1703 років відзначився при облогах Кейзейрверта, Венло та Бонна. У січні 1703 став кавалером ордена Чорного орла. 20 вересня 1703 року, командуючи допоміжним прусським корпусом в армії маркграфа Людвіга Баден-Баденського, звитяжив у Першій битві при Гохштедті, де армія принца Баденського була розбита і втекла з поля битви. Лише один Леопольд зберіг порядок у корпусі і, побудувавши його в карі, витримав ряд атак кінноти, чим врятував від повного розгрому війська, що відступали.
1704 року командував прусськими військами в складі імператорської армії принца Євгена Савойського, що діяв в Швабії. У другій битві при Гохштедті (13 серпня), коли супротивник переважаючими силами обрушився на крило, яким він командував, витримав контрудар та змусив супротивника відступити. 1705 року звитяжив в битві при Кассано, в якому Леопольд прийняв командування від пораненого принца Євгена Савойського. Діяв в Італії до 1708 року, де сприяв захопленю Турина. Не отримавши за свої успіхи чин генерал-фельдмаршала, він залишив прусську службу, але незабаром повернувся до неї і в 1710 році, відзначившись при облозі фортець Дуе і Ат.
Після повернення у Берлін 2 грудня 1712 року отримав чин генерал-фельдмаршала і таємного військового радника. В цей час він познайомився з російським імператором Петром I, відхиливши його пропозицію перейти на службу. У 1715 році було доручено командування військами, що діяли проти шведів. Він діяв успішно, відтіснив шведів і взяв фортецю Штральзунд.
Потім працював над формуванням та навчанням прусської армії за своїм зразком. Будучи добрим інженером, він склав перший проект регламенту для прусських інженерів, керував будівництвом багатьох фортець і склав опис зроблених ним облог. Також навчав кінноту атаці з палашами, без стрілянини з коня
. Але головною заслугою Леопольда є встановлення ним твердої дисципліни, чим в подальшому стала відома прусська армія. Палка стала однією з основних засобів виховання солдатів. Леопольд був грубий у поводженні з генералами і офіцерами й жорстокий з солдатами, але, попри це, армія любила його, цінуючи у ньому якості полководця.
Зі вступом на престол у 1740 році Фрідріха II хоч і зберіг за собою всі посади та чини, але був відсторонений від справ і лише у 1745 році знову був призваний під час Другої Сілезької війни. Саме його перемога у битві під Кесельдорфом сприяло завершеню війни та підписанню Дрезденського миру.
За бажанням короля у 1746—1747 роках склав записку «Про розвиток і долю прусської армії з часу Великого курфюрста». Помер 1747 року.

## Характеристика
Був відмінний солдат, але поганий політик і придворний. Пряма, не схильна до придворних інтриг, вдача не сприяла його успіху при дворі. В результаті його великий вплив на прусську армію за короля Фрідріха-Вільгельма I було зовсім мізерним за Фрідріха II.
Мав оригінальну зовнішність: високий зріст, величезні вуса, суворе обличчя, гучний голос, неохайний одяг.

## Родина
Дружина — Анна Луїза, донька придворного аптекаря Рудольфа Фьозе
Діти:
- Вільгельм Густав (1699—1737), граф Ангальт
- Леопольд Максиміліан (1700—1751), князь Ангальт-Дессау, прусський генерал-фельдмаршал
- Дітріх (1702—1769), прусський генерал-фельдмаршал
- Фрідріх Генріх (1705—1781), фельдмаршал Саксонії
- Генрієтта Марія Луїза (1707)
- Луїза (1709—1732), дружина Віктора II Фрідріха Асканія, князя Ангальт-Бернбурга
- Моріц (1712—1760), прусський генерал-фельдмаршал
- Анна Вільгельміна (1715—1780)
- Леопольдіна Марія (1716—1782), дружина Фрідріха Генріха Гогенцоллерна, маркграфа Бранденбург-Шведта
- Генрієтта Амалія (1720—1793)

2 бастарда